# Velarifictorus matuga
Velarifictorus matuga är en insektsart som beskrevs av Otte, D. och Cade 1983. Velarifictorus matuga ingår i släktet Velarifictorus och familjen syrsor. Inga underarter finns listade i Catalogue of Life.